# Sindonophora leucozona
Sindonophora leucozona är en fjärilsart som beskrevs av Edward Meyrick 1917. Sindonophora leucozona ingår i släktet Sindonophora och familjen säckspinnare. Inga underarter finns listade i Catalogue of Life.